# Relações entre Cuba e Rússia

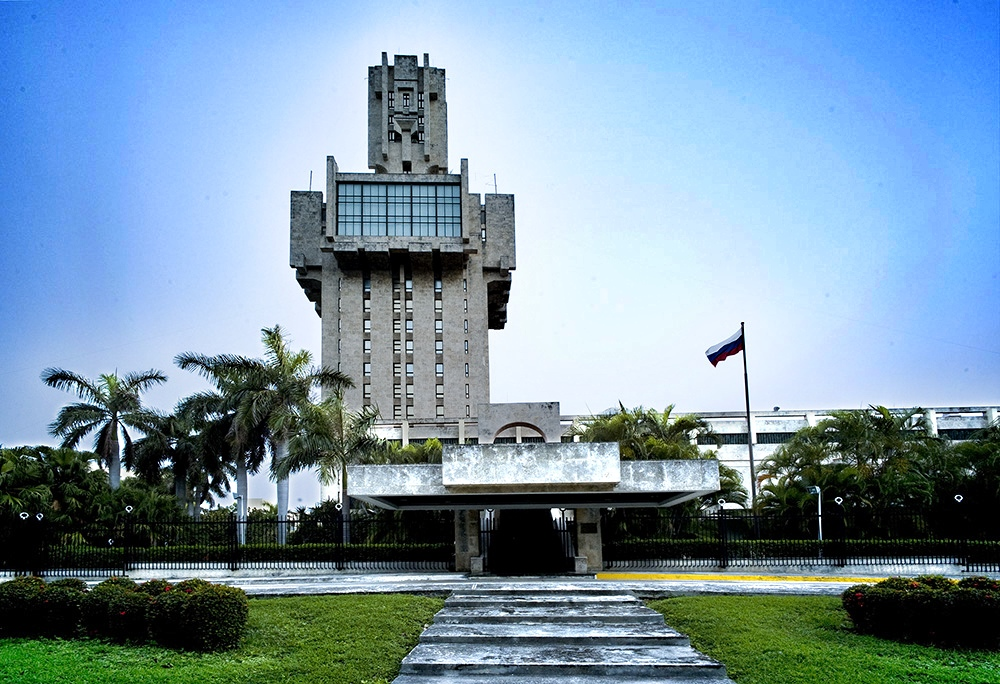
Embaixada da Rússia em Havana

As relações entre Cuba e Rússia (em russo:  Российско-кубинские отношения, transl. Rossiysko-kubinskiye otnosheniya; em castelhano:  Relaciones ruso-cubanas) refletem os intercâmbios políticos, econômicos e culturais entre Cuba e Rússia. Estes países tiveram uma estreita cooperação desde os tempos da União Soviética. A Rússia tem uma embaixada em Havana e um consulado-geral em Santiago de Cuba. Cuba tem uma embaixada em Moscou e um consulado honorário em São Petersburgo. Cerca de 55 mil pessoas de ascendência russa vivem em Cuba.

## História

### Cuba e a União Soviética
Os laços diplomáticos entre a União Soviética e Cuba foram estabelecidos após a Revolução de 1959, a partir da qual a ilha caribenha tornou-se política e economicamente dependente do apoio soviético no âmbito da Guerra Fria. Em 1972, Cuba ingressou na COMECON, uma organização internacional de nações socialistas liderada por Moscou. Ambos os países mantiveram laços de cooperação estreitos até a dissolução da União Soviética, em 1991, quando Cuba ingressou num processo de forte resseção econômica conhecido como Período Especial. 

### Cuba e a Federação Russa

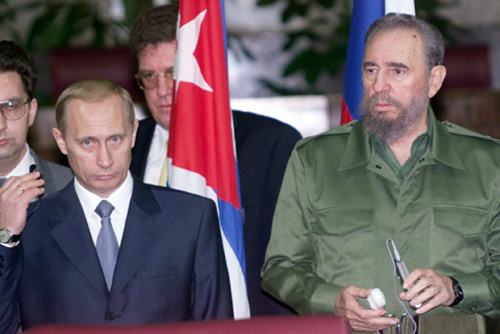
As boas relações entre os líderes Vladimir Putin e Fidel Castro marcaram a permanência de relações estreitas entre Rússia e Cuba já no século XXI.

Desde a queda da União Soviética, em 1991, Cuba e Rússia têm mantido suas relações diplomáticas. Depois de Vladimir Putin chegou ao poder em 2000, as relações entre ambos os países aumentou. Em dezembro de 2000 Putin visitou Cuba e, juntamente com Fidel Castro pediu o levantamento do embargo a Cuba. A Rússia ainda é o principal credor da Cuba e os dois países mantêm estreitos laços económicos com o outro. Cuba apoiou fortemente a posição da Rússia na guerra da Ossétia do Sul em 2008. No outono de 2008 Cuba e Rússia aumentou a cooperação conjunta com o outro no campo da economia. Vice-primeiro-ministro russo Igor Sechin visitou Cuba várias vezes em 2008, a fim de aumentar os laços econômicos e políticos. A Rússia foi o primeiro país a prestar ajuda a Cuba após três furacões devastaram o país no outono de 2008. A assistência prestada pela Rússia incluiu quatro aviões de alimentos, suprimentos médicos e material de construção.
Em novembro de 2008 o presidente russo Dmitry Medvedev visitou Cuba para fortalecer os laços econômicos e para permitir que as empresas russas a prospeção de petróleo offshore em águas cubanas, e para permitir que as empresas de mineração russas a mina de níquel em Cuba. Raul Castro viajou para uma semana- long visita a Moscovo de 28 de janeiro de 2009 a 4 de fevereiro de 2009. As conversações incluíram 20 000 000 de dólares no valor de crédito para Havana, e 25.000 toneladas de cereais como ajuda humanitária a Cuba.
Em julho de 2009 a Rússia começou a exploração de petróleo no Golfo do México após a assinatura de um acordo com Cuba. Com o novo acordo, a Rússia também concedeu um empréstimo de US $ 150 milhões para comprar construção e equipamentos agrícolas. Em 2013, Medvedev visitou novamente a Cuba em que ele assinou acordos em matéria de educação, saúde, hidrometeorologia, aeronáutica e tecnologia espacial. Em julho de 2014, Vladimir Putin também visitou Cuba, onde ele elogiado a decisão de limpar 90% da dívida a Moscou e anunciou acordos para investir na indústria offshore de petróleo de Cuba.
Os russos e cubanos continuam a manter estreitas relações militares, seja com visitas oficiais ou com trocas de condecorações. Em fevereiro de 2024, o embaixador russo Andrei Guskov presenteou a Medalha de Jubileu dos "75 anos da Vitória na Grande Guerra Patriótica de 1941-1945" ao Ministério das Forças Armadas Revolucionárias de Cuba, o MINFAR. A condecoração foi realizada na cerimônia em celebração do Dia do Defensor da Pátria, realizada nos subúrbios de Havana, onde está localizado o Memorial ao Guerreiro Internacionalista Soviético. O prêmio foi recebido pelo General-de-Brigada Roberto Legra Sotolongo, o vice-chefe do Estado-Maior Geral, em nome do MINFAR. Segundo o embaixador Guskov, a medalha foi agraciada pela contribuição de Cuba "para preservar a memória da Grande Guerra Patriótica em solo cubano", salientando que o prêmio é concedido àqueles dedicados "a perpetuar a memória do feito do povo soviético na luta heróica contra o nazismo".